# Fusione dei comuni del Belgio
La fusione dei comuni del Belgio è stato un processo politico che ha portato alla riduzione del numero dei comuni autonomi, con più riforme succedutesi tra il 1975 e il 2019. Nel 1961 i comuni autonomi erano 2 663; nel 1983 questi erano stati riorganizzati e riuniti in 589 comuni. Dopo alcuni decenni senza ulteriori variazioni, il 1º gennaio 2019 quindici comuni fiamminghi sono stati riuniti in sette, riducendo il numero dei comuni fiamminghi da 308 a 300 e il totale belga da 589 a 581.
Il progetto di fusione di un certo numero di amministrazioni locali per migliorare l'erogazione dei servizi, razionalizzando l'amministrazione creando economie di scala, fu opera del governo guidato da Leo Tindemans (1974-1978) e in particolare del ministro degli Interni Joseph Michel. Il quadro giuridico all'interno del quale le fusioni sono state attuate è stato definito in una legge approvata dal Parlamento belga il 30 dicembre 1975.
Tutti gli ex comuni che al 1º gennaio 1961 erano ancora indipendenti e che oggi sono incorporati in un comune oggetto del processo di fusione, non hanno più funzioni amministrative e sono chiamati "section" del comune fuso.

## Storia

### Periodo francese e olandese (1796-1830)
L'annessione da parte della Francia dei Paesi Bassi austriaci, dei principati di Liegi e Stavelot e del Ducato di Bouillon, il 4 brumaio anno IV (26 ottobre 1795), portò alla riorganizzazione territoriale nella quale il comune era l'unità territoriale di base. Nel 1800 il territorio dell'attuale Belgio contava 2 741 comuni. Tuttavia, il governo francese auspicava la riduzione della frammentazione comunale nei dipartimenti belgi ed esortava i prefetti ad adottare misure per ridurne il numero. In questo periodo furono così aboliti 127 comuni nei dipartimenti di Jemmapes, Dyle e Sambre-et-Meuse. Il periodo olandese non pose fine a questo processo che continuò, pur in misura minore, raggiungendo 2 492 comuni nel 1830.

### Dall'indipendenza al periodo tra le due guerre (1830-1940)
Con l'indipendenza del Belgio, la tendenza alla fusione si invertì con la creazione di nuovi comuni, raggiungendo il suo apice nel 1928, quando il paese, dopo averne creati 153 e soppressi 7, contava 2 675 comuni.  Così, nel 1896, la frazione chiamata La Bretagne si separò dai Landelies per diventare autonoma con il nome di Goutroux, secondo i disposti dell'articolo 3 della costituzione (attualmente l'articolo 7) e della legge provinciale del 1836 che codificano i termini delle fusioni o della creazione di nuovi comuni in Belgio.
Durante questo periodo il Belgio ha subito due cambiamenti nei suoi confini territoriali. Nel 1839, il trattato dei XXIV articoli portò il Belgio a cedere parte del suo territorio, che avrebbe costituito da un lato la provincia olandese del Limburgo e dall'altro il Granducato di Lussemburgo. I comuni corrispondenti furono quindi perduti. Dopo la prima guerra mondiale, i comuni dei Cantoni dell'Est vennero assorbiti dalla Germania.
I movimenti della popolazione, l'esodo rurale e gli sconvolgimenti economici del XIX e dei primi del XX secolo portarono a nuove riflessioni sull'organizzazione della mappa comunale, soprattutto a Bruxelles, dove si manifestava la volontà di creare una "Grande Bruxelles". Alla vigilia della prima guerra mondiale, emersero due proposte di soluzione, quella di un raggruppamento di comuni periferici con Bruxelles, alternativo alla creazione di una struttura intercomunale per la gestione di alcune competenze. Dopo la guerra, il borgomastro di Bruxelles Adolphe Max, propose, nel 1921, la creazione di un quartiere metropolitano per la conurbazione della città. Inoltre, nello stesso anno, i comuni di Laeken, Neder-Over-Heembeek e Haren si fusero con Bruxelles per formare il comune di Bruxelles. Le pubblicazioni sulla gestione municipale durante il periodo tra le due guerre delineano idee per il futuro dei comuni e in particolare per la loro fusione.

### La seconda guerra mondiale
L'occupazione tedesca sconvolse la struttura comunale del regno. I tedeschi volevano che i comuni periferici intorno ai grandi agglomerati urbani formassero un unico comune con un'unica amministrazione e un'unica organizzazione di polizia. A seguito dell'imposizione delle volontà delle forze di occupazione, i comuni sono stati raggruppati e hanno portato alla creazione di sette grandi comuni tra il 1941 e il 1942: Anversa, Bruges, Bruxelles, Charleroi, Gand, La Louvière e Liegi. Le autorità giudiziarie si opposero a queste creazioni e il 1º febbraio 1943 la Corte di Cassazione confermò l'illegalità della creazione della Grande Anversa, nonostante l'insistenza delle autorità di occupazione. La fine dell'occupazione pose fine a queste fusioni e il ritorno allo status quo anteguerra, ma l'idea non fu abbandonata.

## La Legge unica  (Loi d'expansion économique, de progrès social et de redressement financier)
All'indomani della seconda guerra mondiale, tra il 1945 e il 1961, furono aboliti quattro comuni portando il loro numero a 2 663. 
Già nel 1957, con l'emanazione di una circolare ministeriale e in seguito con la dichiarazione governativa del governo Eyskens III nel novembre 1958 per incoraggiare il raggruppamento dei comuni, iniziarono riflessioni sulla fusione dei piccoli comuni. Da qui la Legge unica (Loi unique) del 14 febbraio 1961, che introdusse nuove disposizioni per facilitare le fusioni, dando al governo il diritto di realizzare questi raggruppamenti per un periodo di dieci anni. Queste nuove disposizioni portarono ad una prima riduzione del numero di comuni. Nel 1964, il Belgio contava 2 585 comuni, di cui 110 raggruppati in 37 nuove entità. Nel 1970, il Belgio è così sceso a 2 379 comuni e l'anno successivo a 2 359 comuni.
Alla fine di questo decennio, nel 1971, Lucien Harmegnies, ministro dell'Interno sotto il governo Eyskens IV (1968-1972), decise di raggruppare il territorio e fece adottare una nuova legge il 23 luglio 1971. Essa ampliò il campo di applicazione della Legge unica per renderla applicabile nel caso di grandi agglomerati urbani, inizialmente esclusi dalla sua disposizione. Tuttavia, prima del giugno 1974 non fu proposta nessuna nuova fusione.

## Il Piano Michel e la fusione del 1977
Il ministro dell'Interno, Joseph Michel, del governo Tindemans II, annunciò, nel settembre 1974, il lancio del riassetto della mappa comunale che doveva essere completato per le elezioni comunali dell'ottobre 1976. Furono utilizzati diversi criteri per raggruppare i comuni, quali indicatori finanziari, geografici, linguistici, economici, sociali o culturali, senza alterare i confini degli arrondissement amministrativi e delle province, a meno che non fossero giustificati secondo la legge del 23 luglio 1971. Dopo aver consultato le province e i comuni tra il settembre 1974 e il gennaio 1975 sulle proposte di fusione, venne redatta una proposta di fusione successivamente sottoposta a due comitati ministeriali regionali, uno per la Vallonia e l'altro per le Fiandre. Questo progetto portò al decreto reale del 17 settembre 1975, ratificato con la legge del 30 dicembre 1975 che, entro il 1º gennaio 1977 avrebbe dovuto dividere il Belgio in 589 comuni, ma la cui applicazione, per Anversa e sette comuni della sua periferia, venne rinviata di sei anni.
Il 1º gennaio 1977, il Belgio è stato così diviso da 2 359 a 596 comuni.

## La fusione di Anversa e la modifica dei confini comunali (1977-1983)
Dopo l'adozione della legge del dicembre 1975, nel 1976 è stata istituita in ogni provincia una commissione speciale per la rettifica dei confini amministrativi di tutti i 596 comuni che è stata perfezionata nel 1982, con la pubblicazione dei decreti reali, dopo consultazioni con i comuni, i singoli e gli enti privati.
Dopo una pausa di sei anni, nel 1982 sono stati emanati due decreti e due leggi che regolavano i termini della fusione dei comuni di Anversa, Berchem, Borgerhout, Deurne, Ekeren, Hoboken, Merksem e Wilrijk.
La fusione,  avvenuta il 1 gennaio 1983, ha portato a 589 il numero di comuni del Belgio, come in origine previsto dalla legge del 30 dicembre 1975: 308 comuni nella Regione fiamminga, 262 nella Regione vallone e 19 nella Regione di Bruxelles.